# 平賀玄信
平賀 玄信（ひらが げんしん）は、戦国時代の武将。信濃源氏小笠原氏の庶流大井氏の庶流・岩村田大井氏の出自で、信濃国佐久郡平賀城主。
岩村田大井氏の一族平賀氏を継いで平賀城主となる。元々平賀氏は鎌倉時代に源氏門葉とされた清和源氏義光流の名門だったが、鎌倉時代に絶えている。その後は在地の氏族が名乗っていたと思われ、文安2年（1445年）以降は大井氏の一族とされている。
なお、「玄信」は法名であり、実名は平賀成頼（しげより）というが、以下本文中では前者に統一する。

## 生涯
大井氏の先鋒として甲斐国守護の武田信虎と争ったという。信虎は天文4年（1535年）に諏訪氏と和睦し、翌年天文5年には駿河国の今川義元と甲駿同盟を結び佐久郡侵攻を本格化させる。『甲陽軍鑑』によれば天文5年10月に佐久侵攻が行われ、玄信は海ノ口城で武田勢に包囲されるものの一ヶ月あまり防戦し、武田勢を断念させたという。この海ノ口攻めは信虎の嫡子である晴信（のちの信玄）の初陣であったといわれ、『軍鑑』では晴信の奇策により落城し、玄信は討死したという。晴信は玄信の武勇を讃え、塚を建てて供養している。また玄信の所持していた左文字は後に信玄の子・勝頼に伝わったという。
一般に初陣記事は伝承化した内容を含むことが多く、海ノ口攻めは『軍鑑』のみに記され信玄が後世に英雄視されていることからも疑問視されており、玄信不実在説もある。一方で、近年は山崎哲人が近世の地誌類や在方文書の平賀氏関係記事を検討し、玄信の実在性を強調している（『平賀成頼による佐久郡支配について』『信濃』）。
山梨県北杜市若神子に首塚、長野県南佐久郡南牧村の平沢峠に胴塚がある。
江戸時代後期の平賀源内は、玄信の後裔と自称した。